# Médaille d'or Othmer
La médaille d'or Othmer reconnaît les réalisations des personnes qui ont contribué au progrès de la chimie et de la science à travers leurs activités dans des domaines tels que l'innovation, l'entrepreneuriat, la recherche, l'éducation, la diffusion auprès du public, de la législation et la philanthropie. La médaille est décernée chaque année sous le parrainage de la Chemical Heritage Foundation (en) et quatre organisations affiliées: l'American Chemical Society (ACS), l'American Institute of Chemical Engineers (AIChE), le Club des chimistes, et la section américaine de la Société de chimie industrielle, lors de la journée du patrimoine de la Chemical Heritage Foundation.

## Histoire
Fondée en 1997, la médaille Othmer commémore le chimiste Donald Othmer (en) (1904-1995), chercheur, ingénieur, inventeur, philanthrope, professeur et co-rédacteur de la Kirk-Othmer Encyclopedia of Chemical Technology. Chaque année, la personne récipiendaire du prix désigne une institution pour recevoir une copie en 26 volume de la Kirk-Othmer Encyclopedia of Chemical Technology publiée aux éditions John Wiley & Sons, Inc.

## Récipiendaires[2]
- 1997 Ralph Landau
- 1998 Mary Lowe Good
- 1999 Pindaros Roy Vagelos
- 2000 Carl Djerassi
- 2001 Gordon Moore
- 2002 Robert Langer
- 2003 John Baldeschwieler et George Simms Hammond
- 2004 Jon Huntsman senior
- 2005 James Watson
- 2006 Ronald Breslow
- 2007 Thomas Cech
- 2008 Yuan Lee
- 2009 Ahmed Zewail
- 2010 George Whitesides
- 2011 Kazuo Inamori
- 2012 Marye Anne Fox
- 2013 Harry Barkus Gray
- 2014 Kiran Mazumdar-Shaw
- 2015 Phillip Allen Sharp
- 2016 Mukesh Ambani
- 2017 Richard Zare
- 2018 Joshua Boger
- 2019 Sangeeta Bhatia (en)
- 2020 Non décerné
- 2021 Carol V. Robinson
- 2022 Jay Keasling (en)
- 2023 Geraldine L. Richmond
- 2024 Paula T. Hammond

## Galerie de photos des récipiendaires

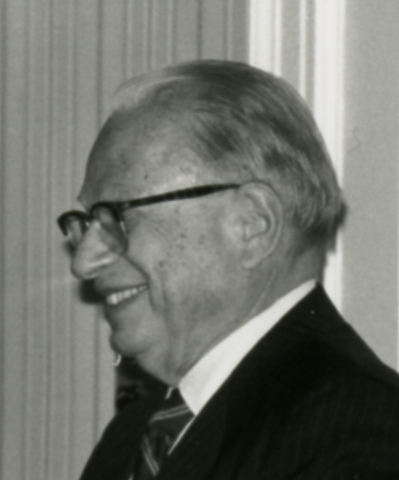
Ralph Landau (1997)
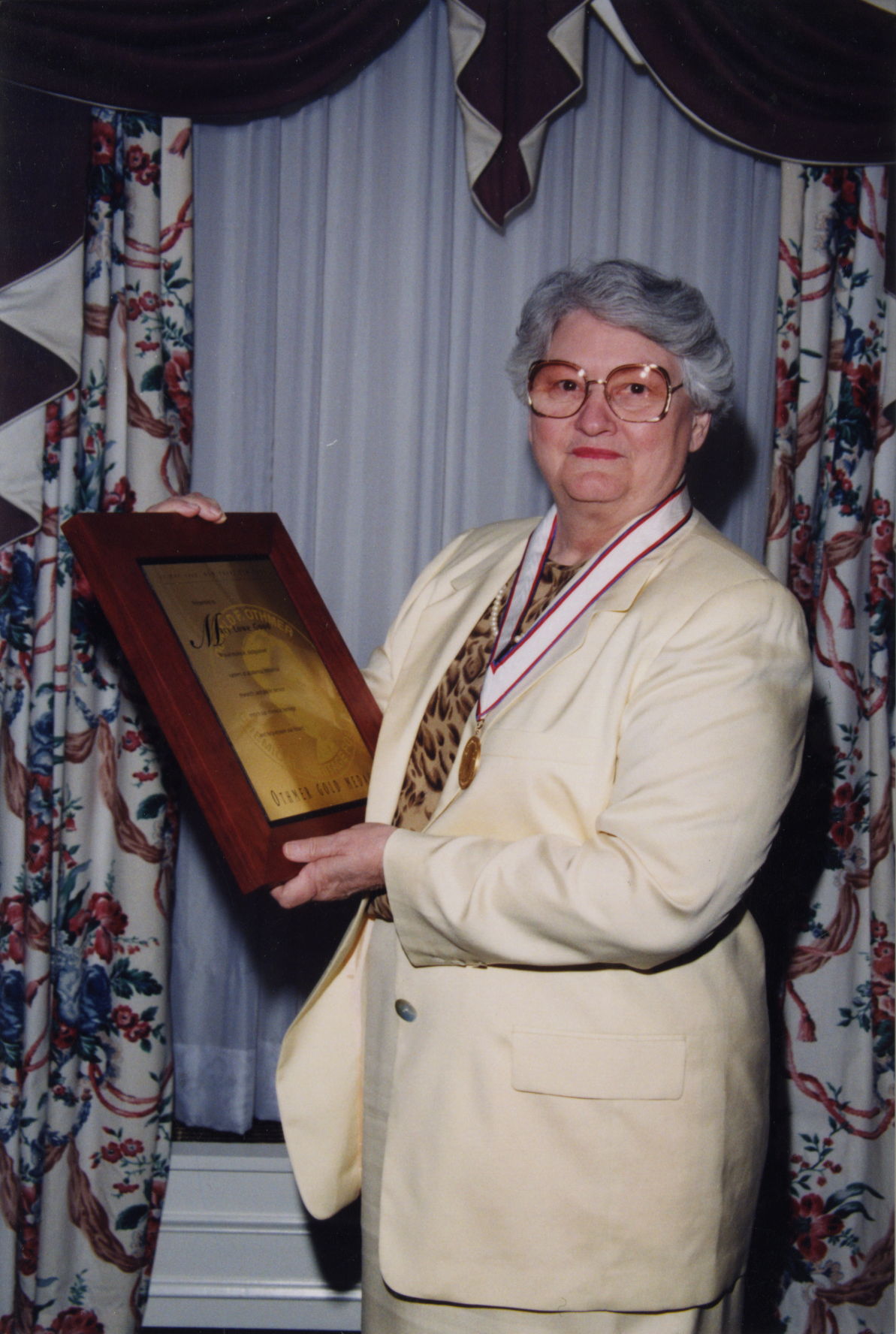
Mary Lowe Good (1998)
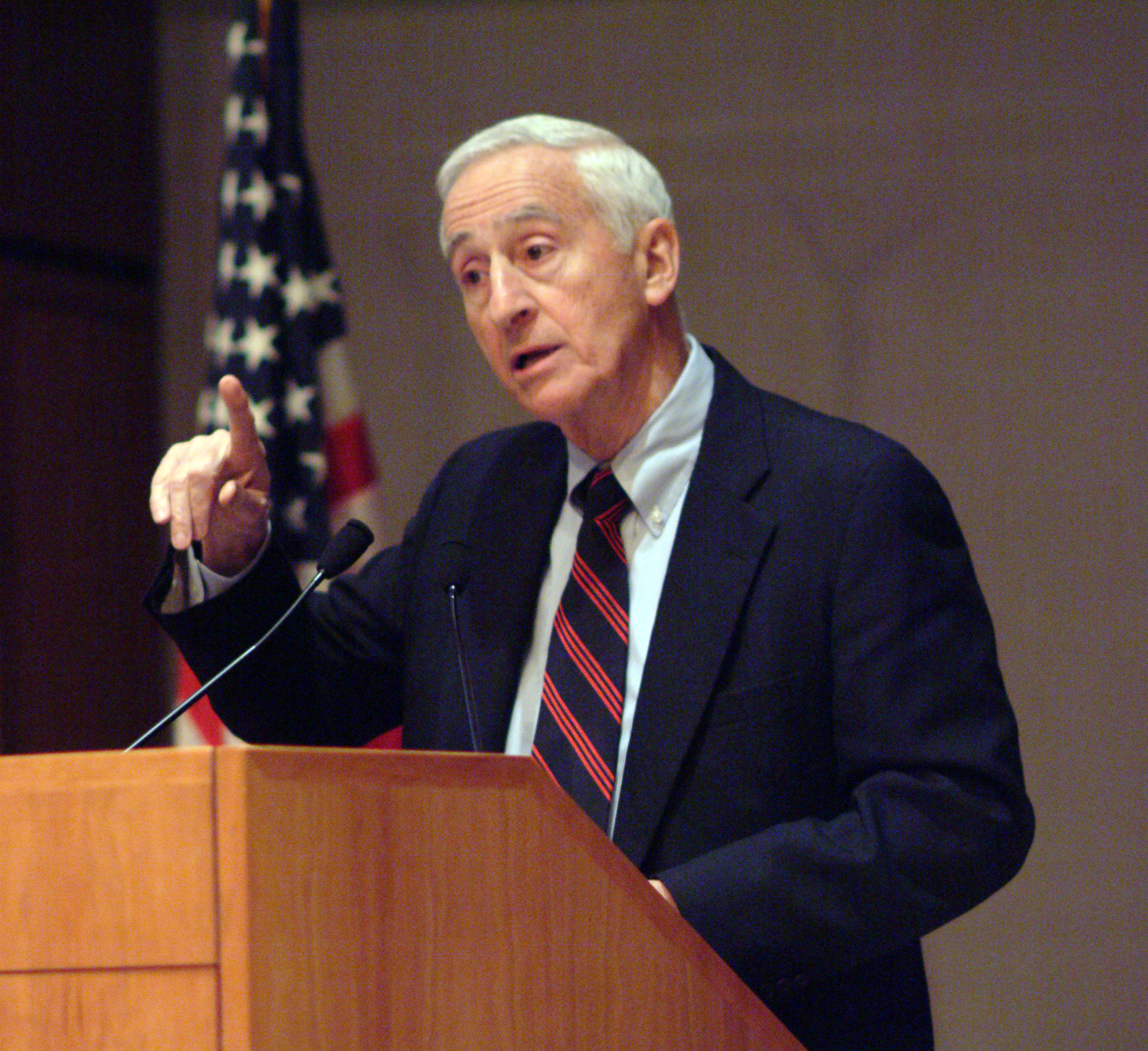
P. Roy Vagelos (1999; photo prise en 2005)
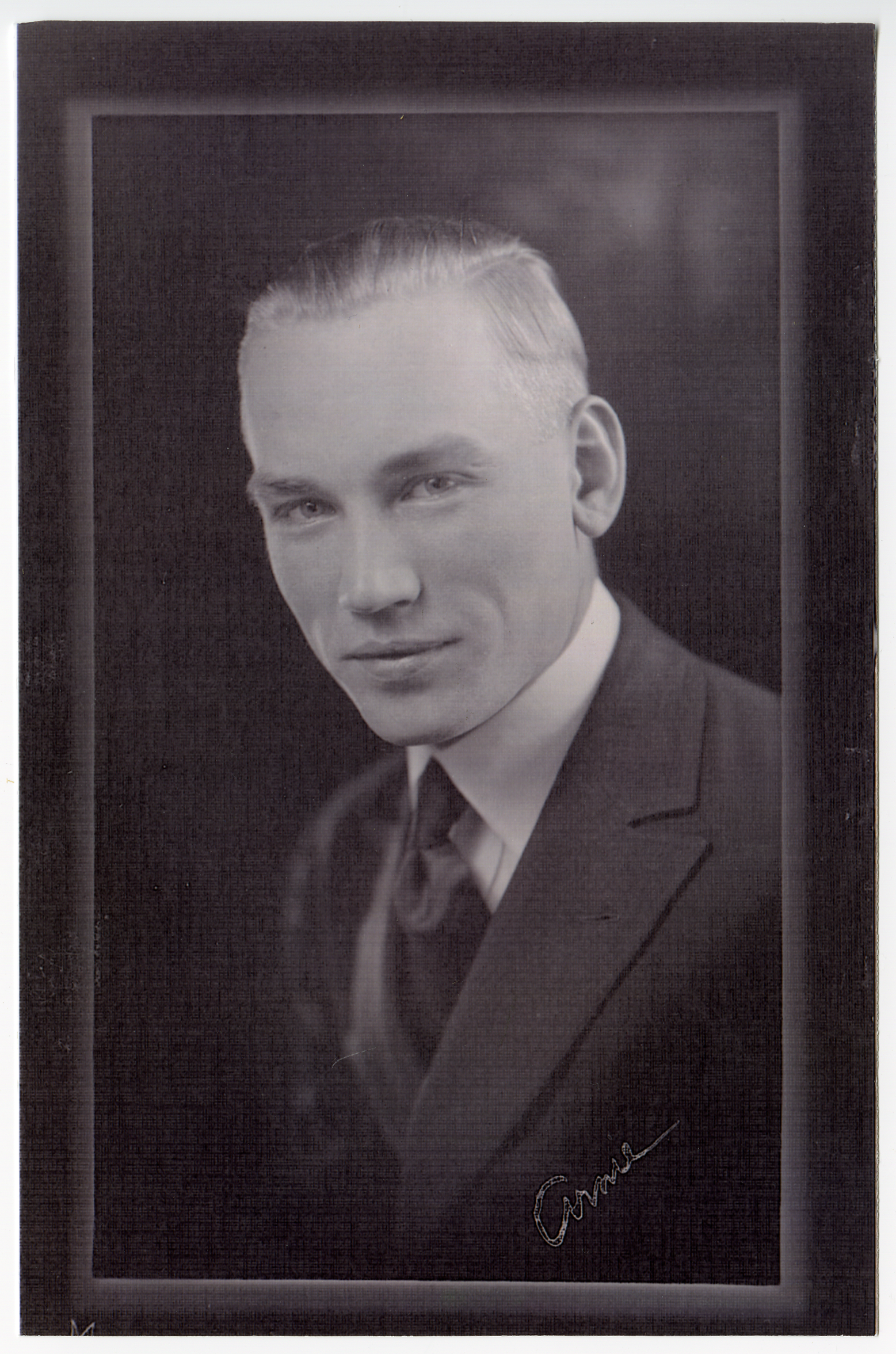
Arnold Beckman (2000; photo prise vers 1921)
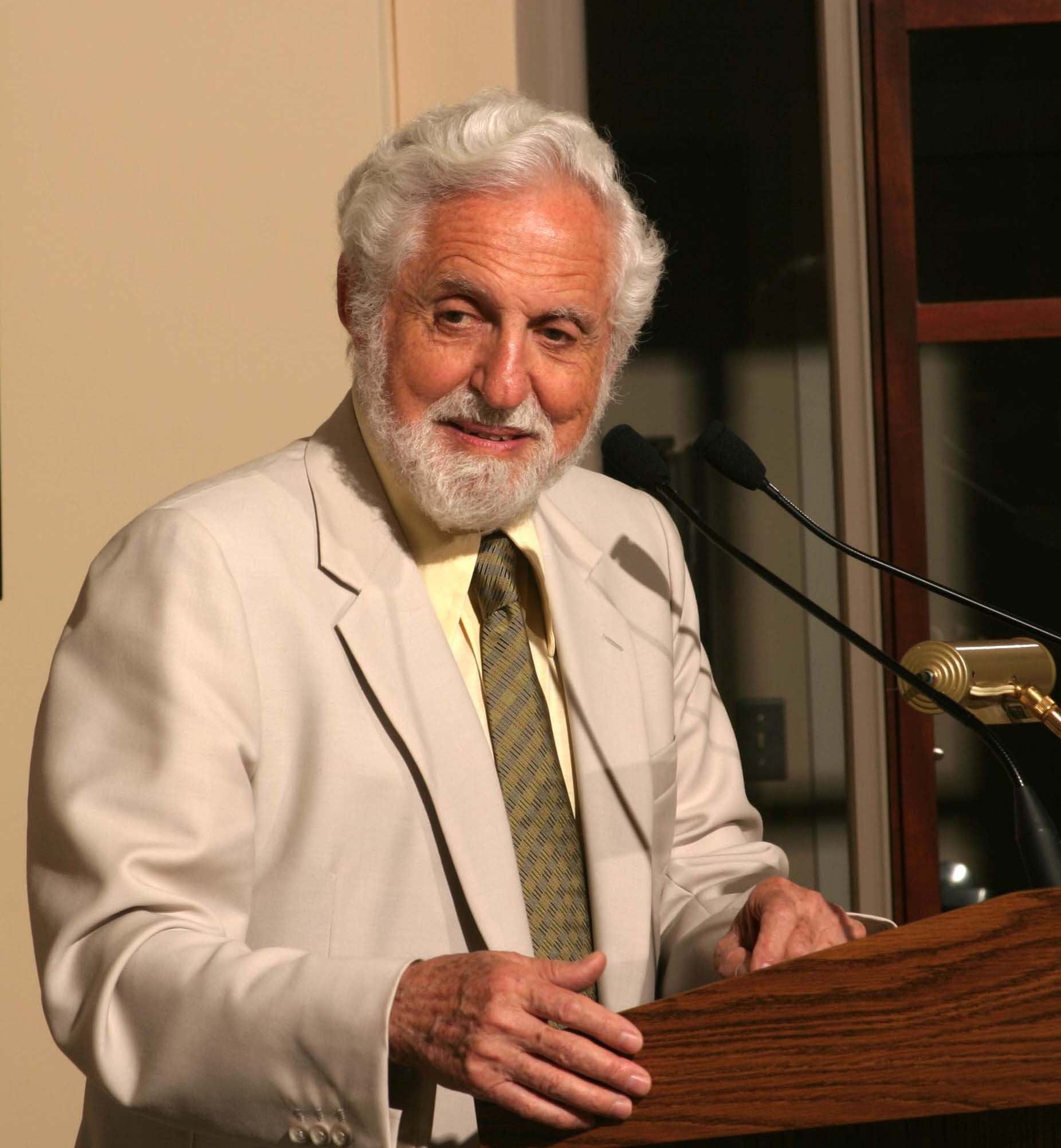
Carl Djerassi (2000; photo prise en 2004)
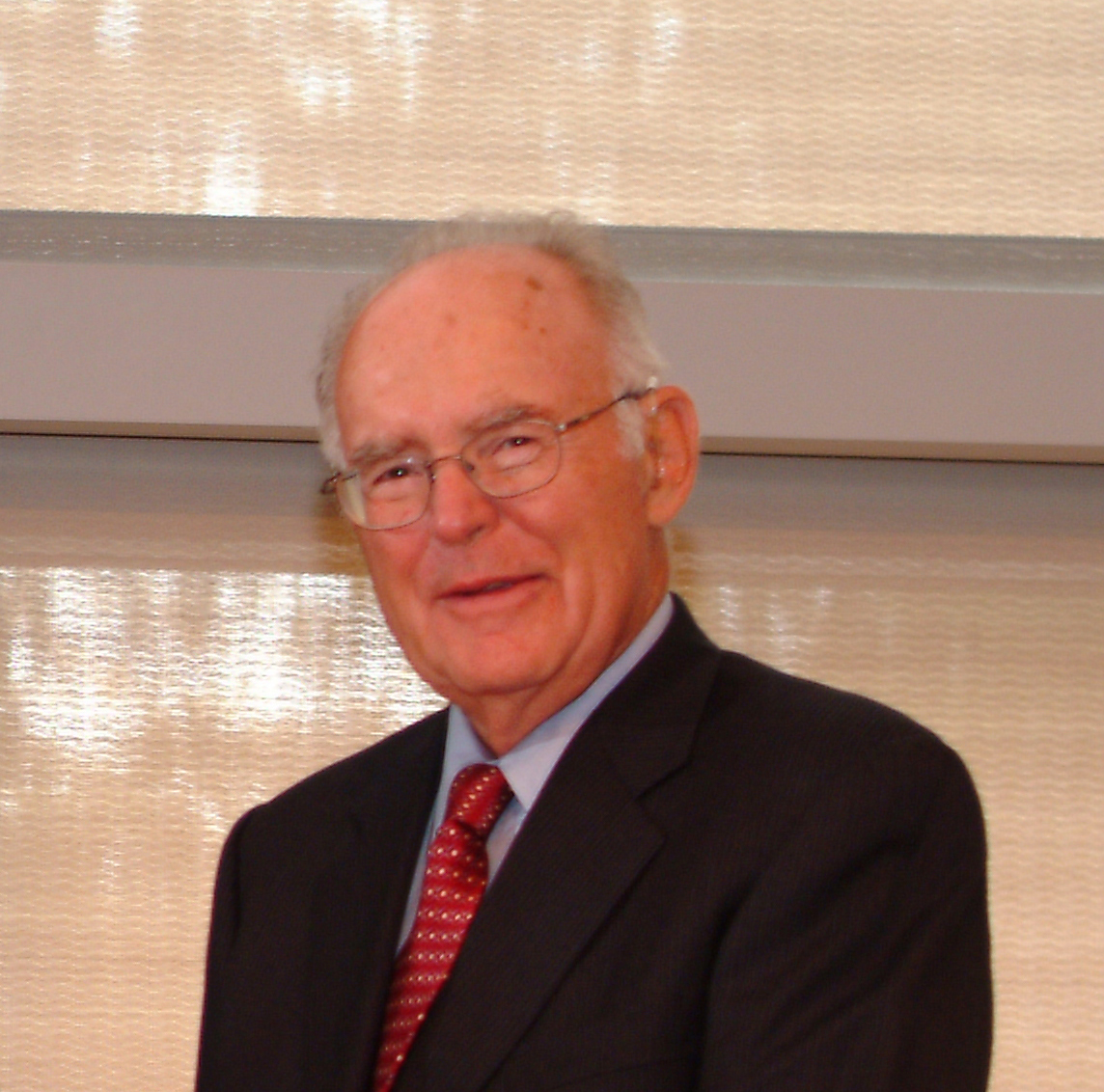
Gordon Moore (2001; photo prise en 2004)
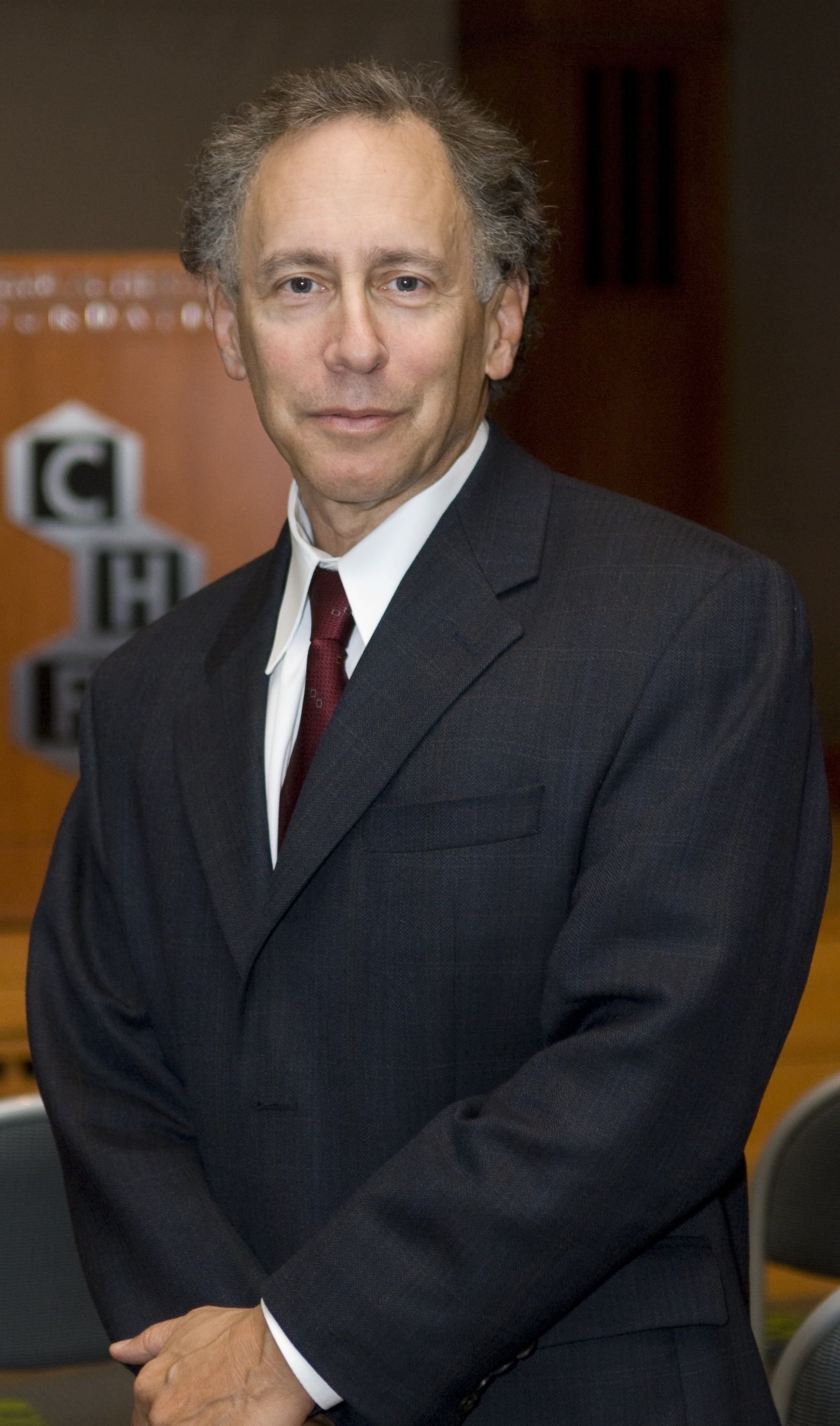
Robert Langer (2002; photo prise en 2008)
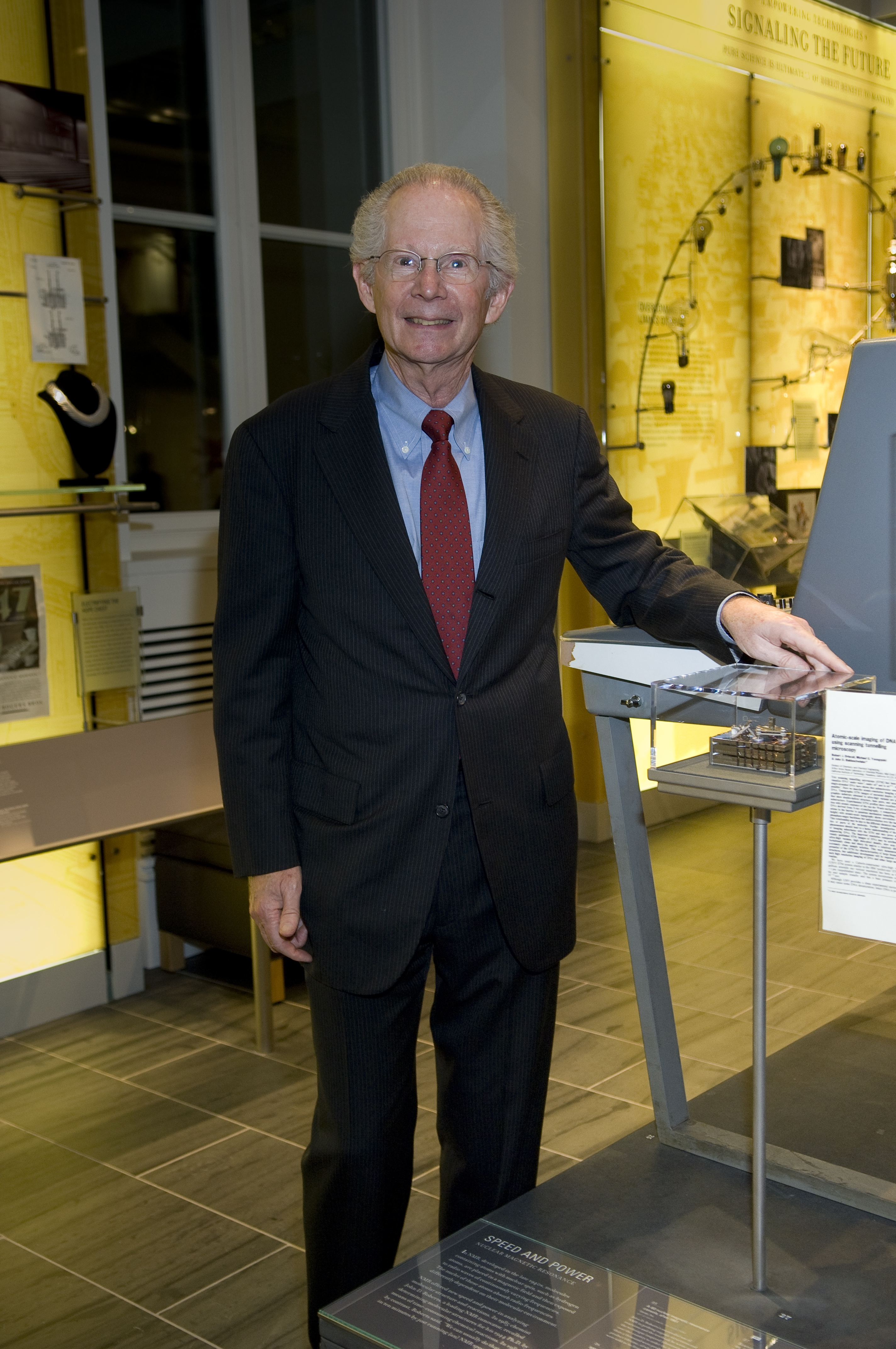
John D. Baldeschwieler (2003; photo prise en 2008)
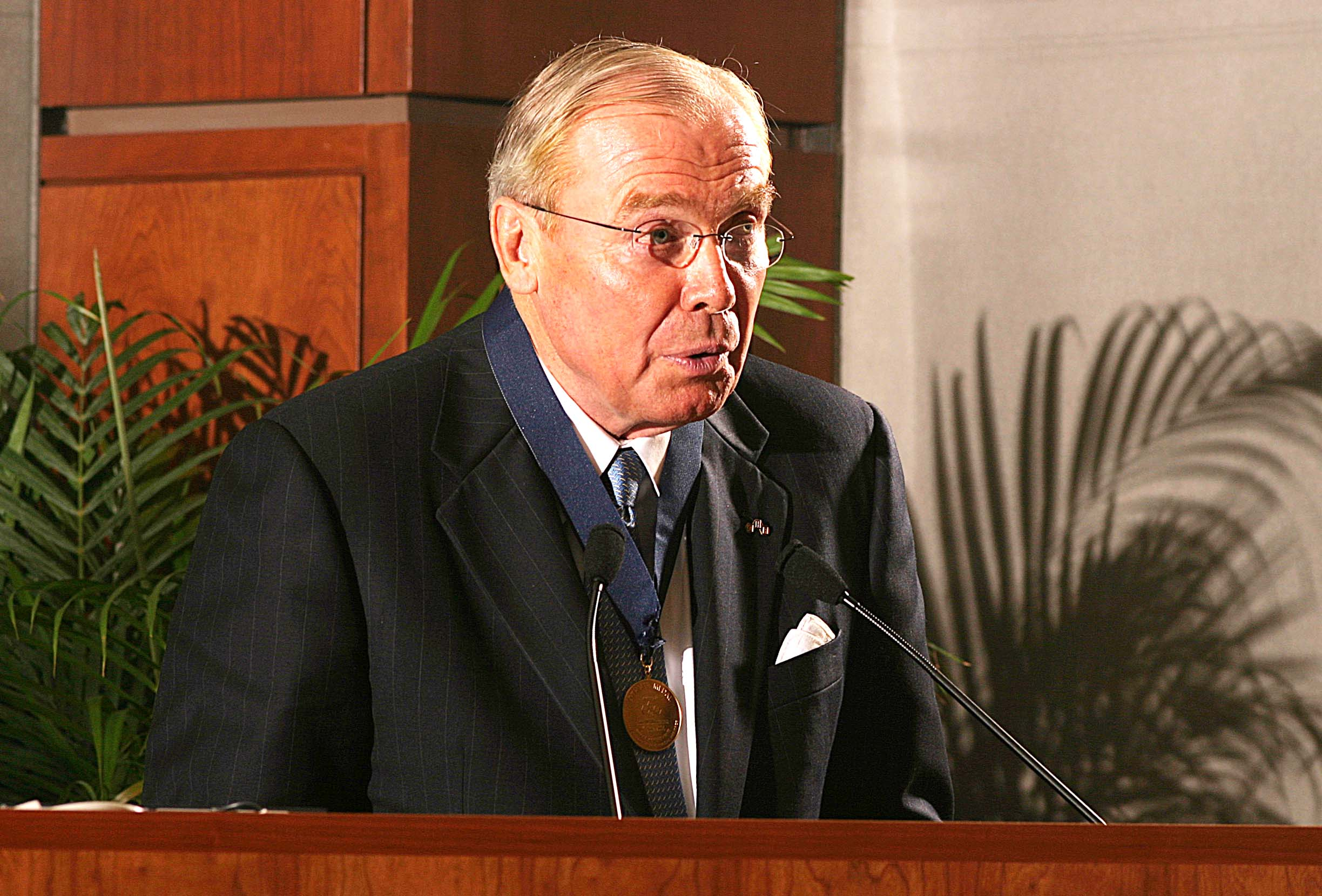
Jon Huntsman, Sr. (2004)
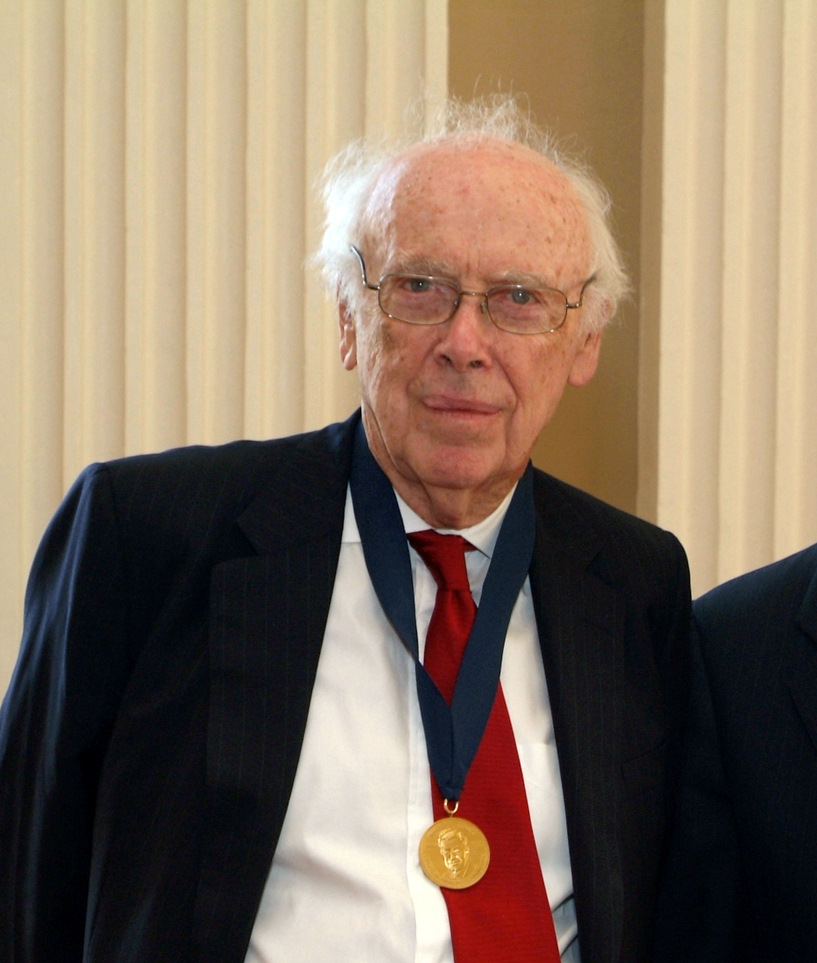
James D. Watson (2005)
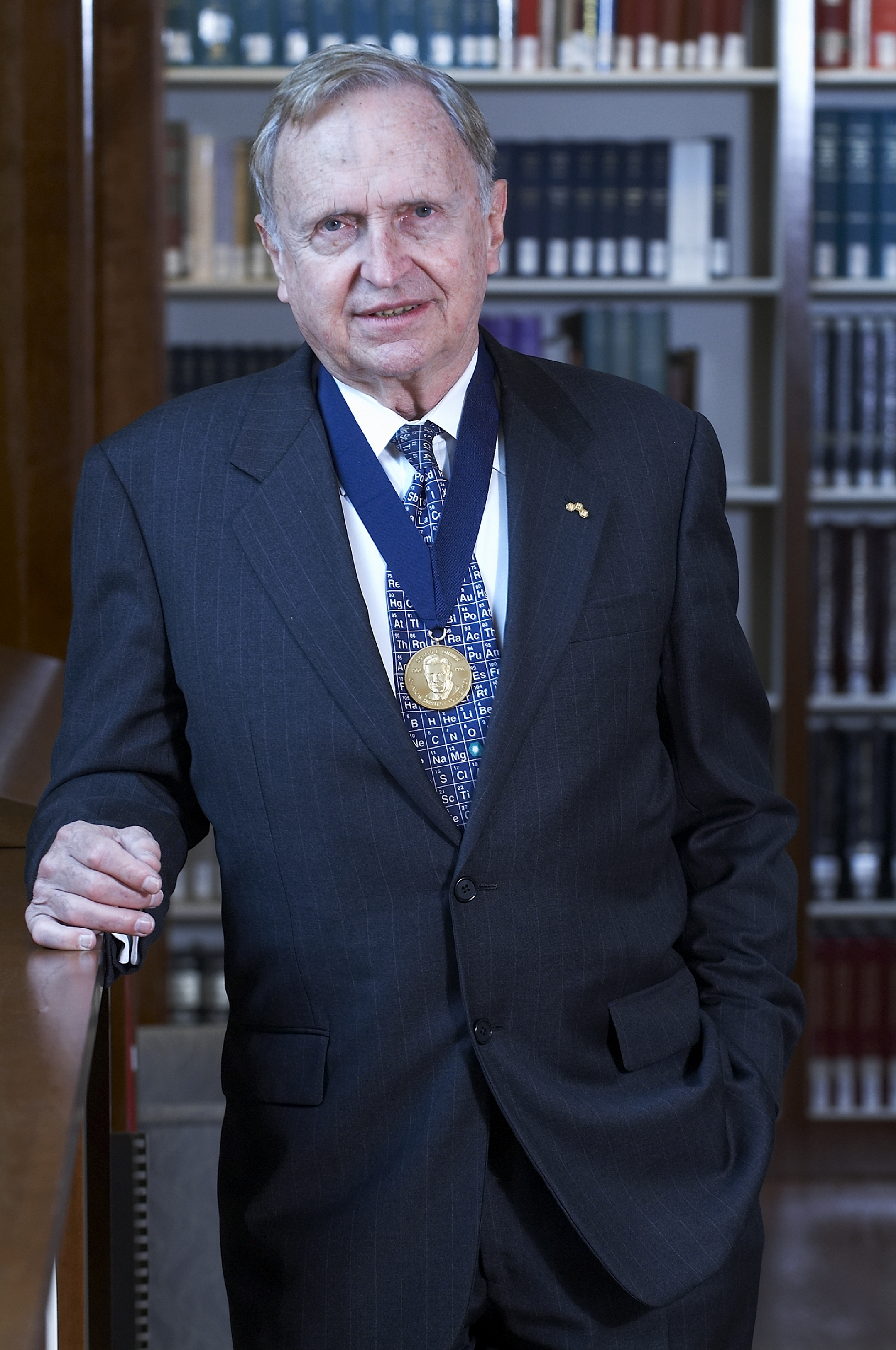
Ronald Breslow (2006)
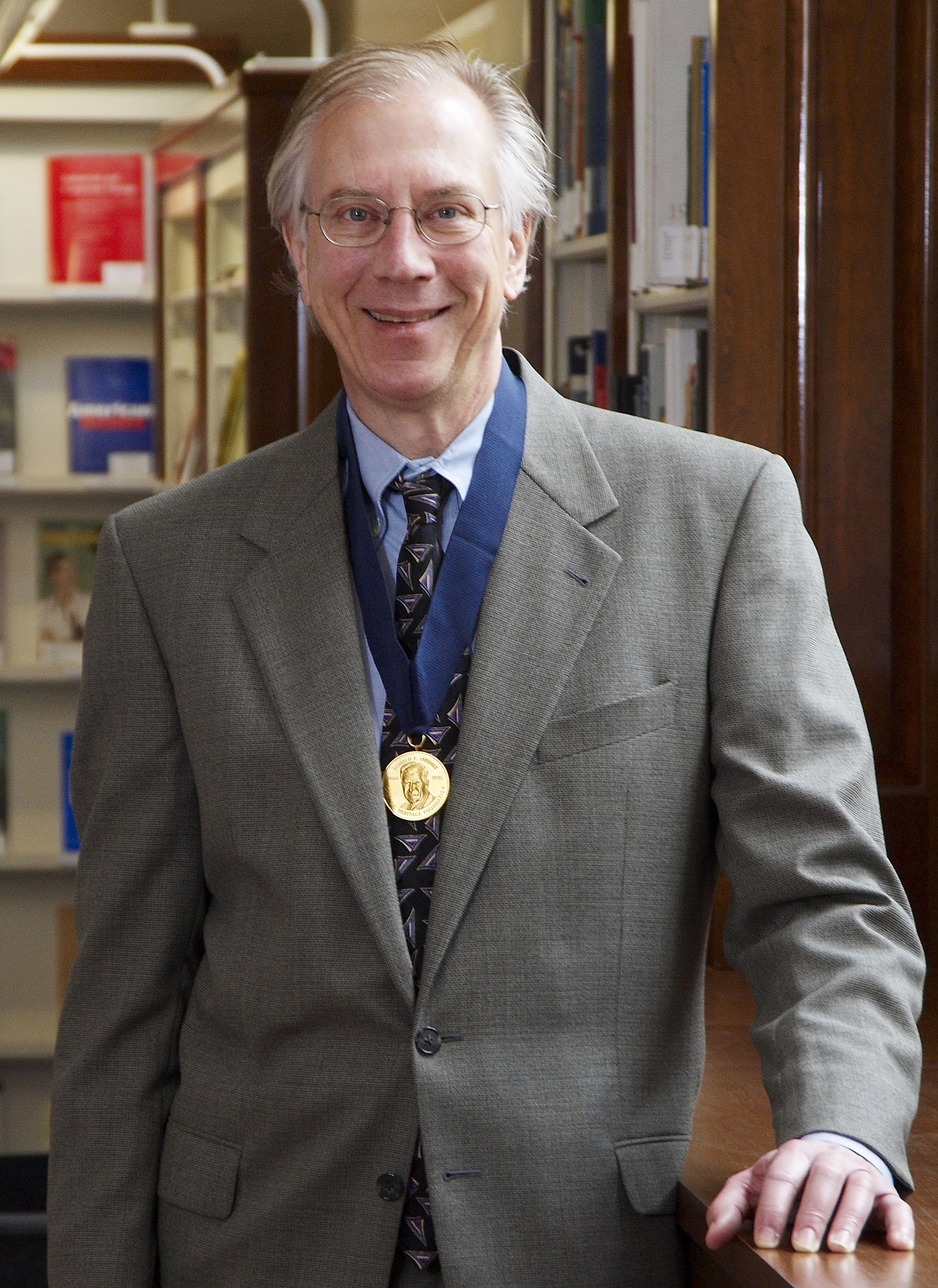
Thomas Cech (2007)
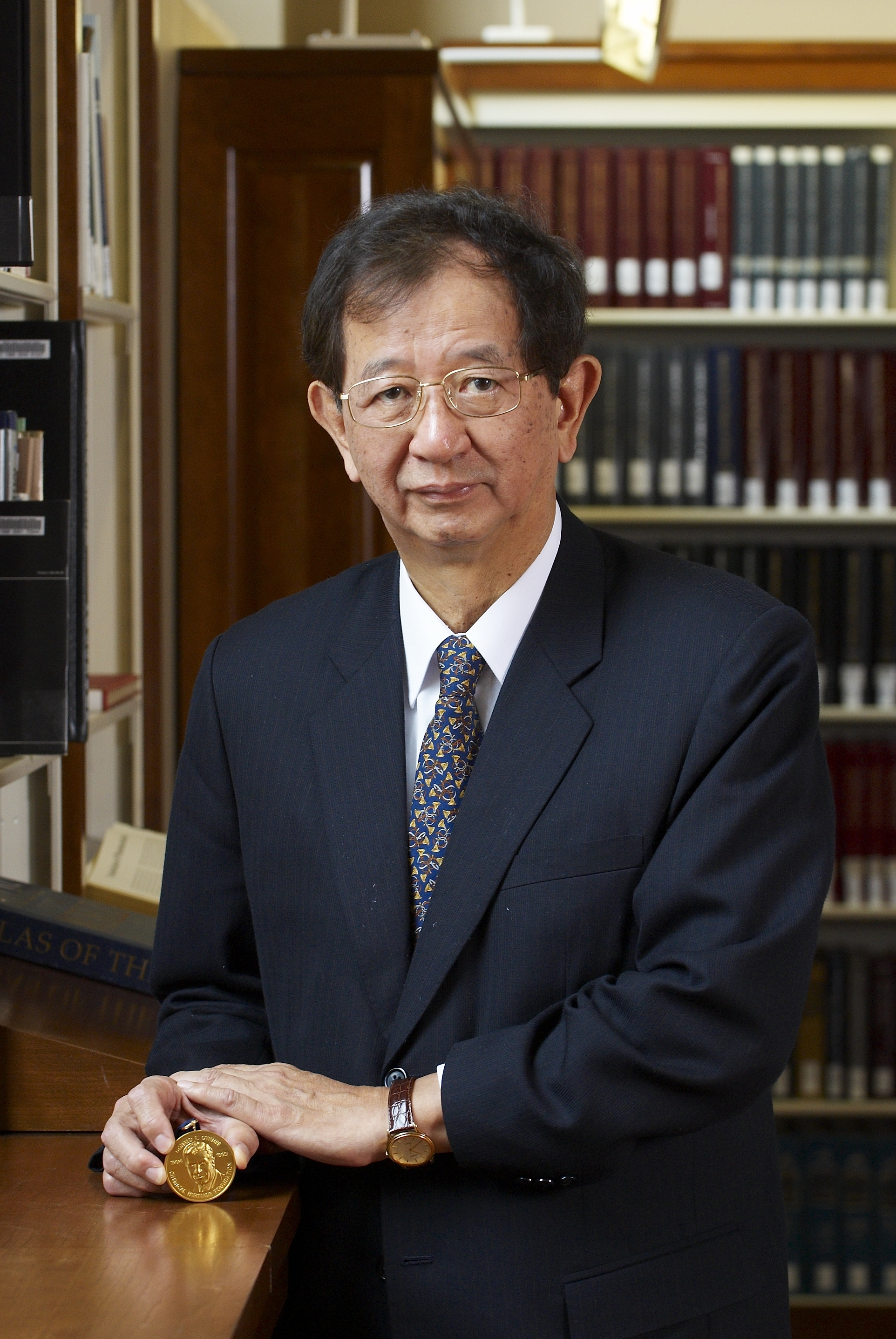
Yuan Tseh Lee (2008)
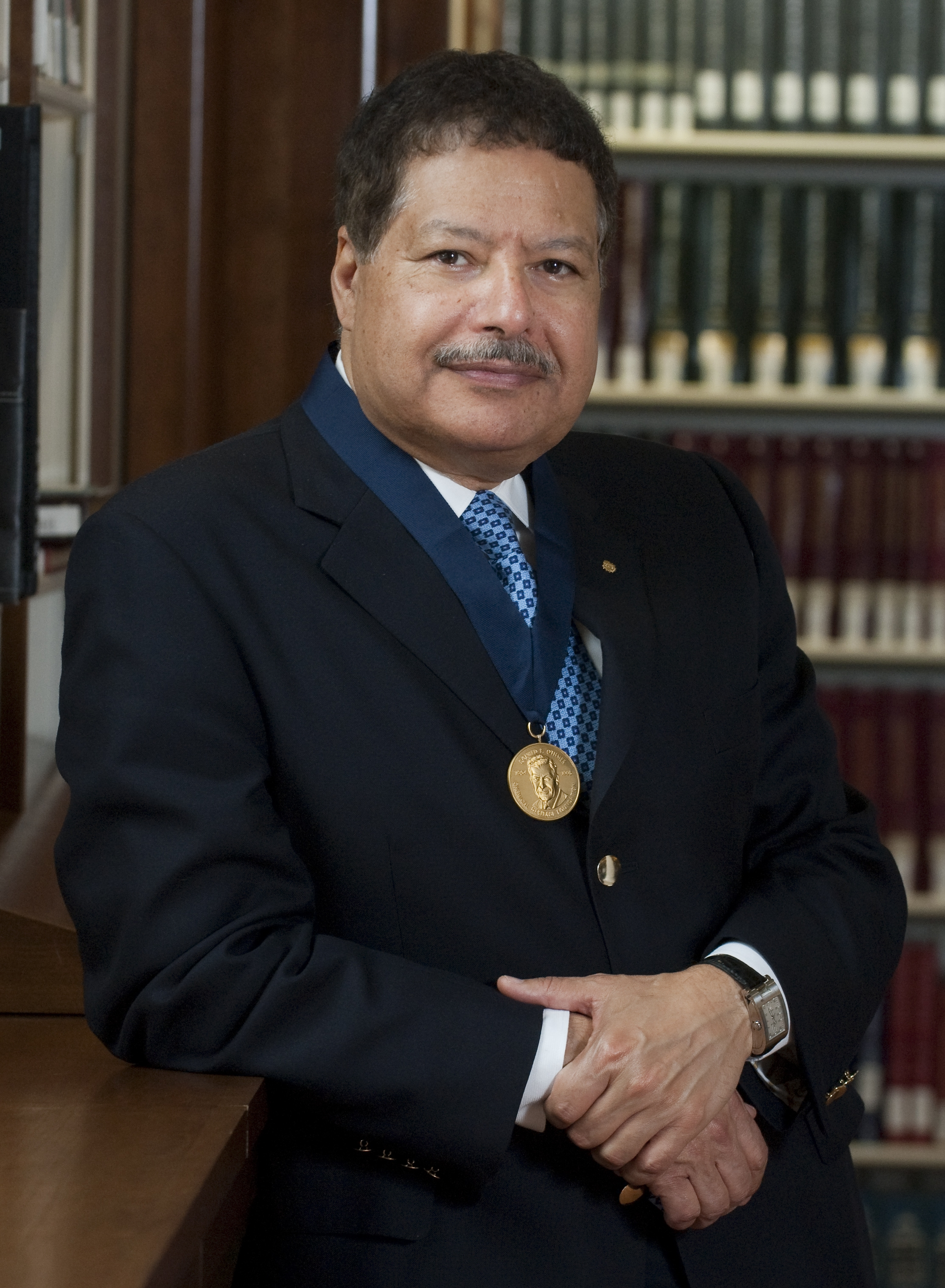
Ahmed Zewail (2009)
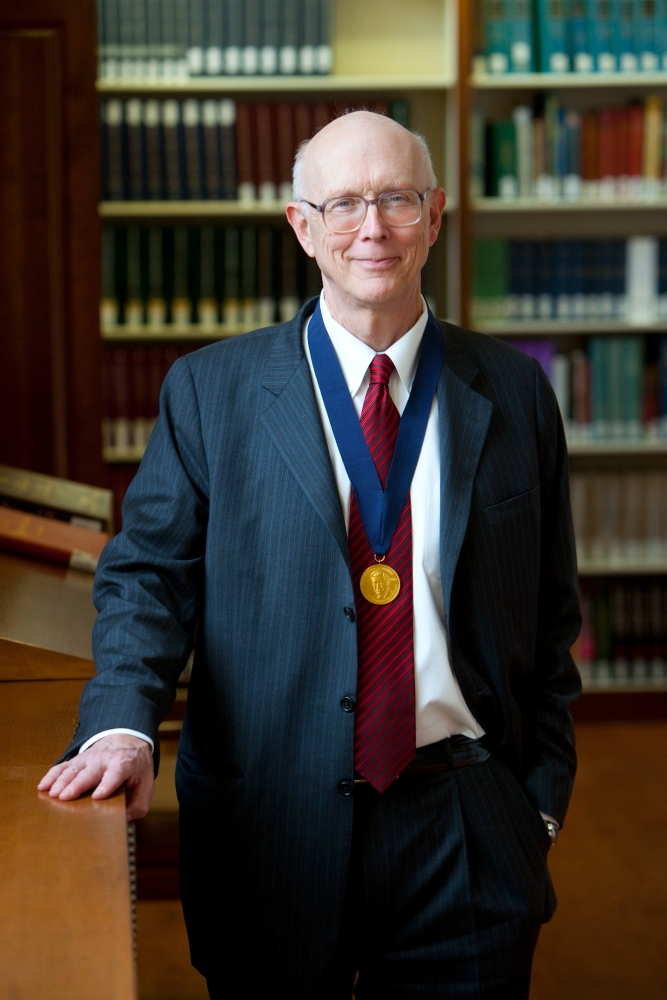
George Whitesides (2010)
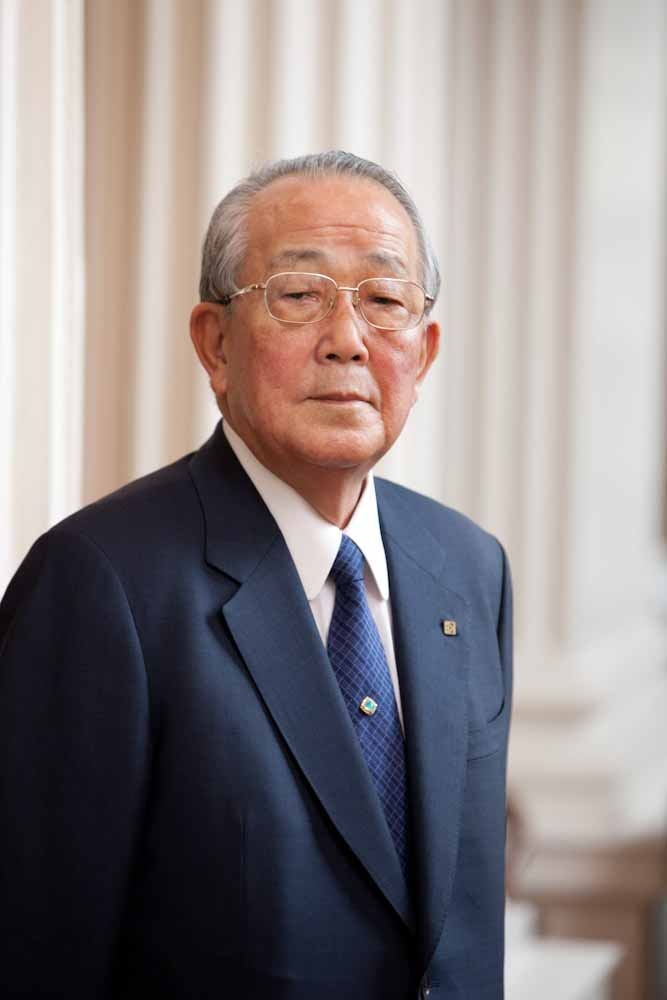
Kazuo Inamori (2011)
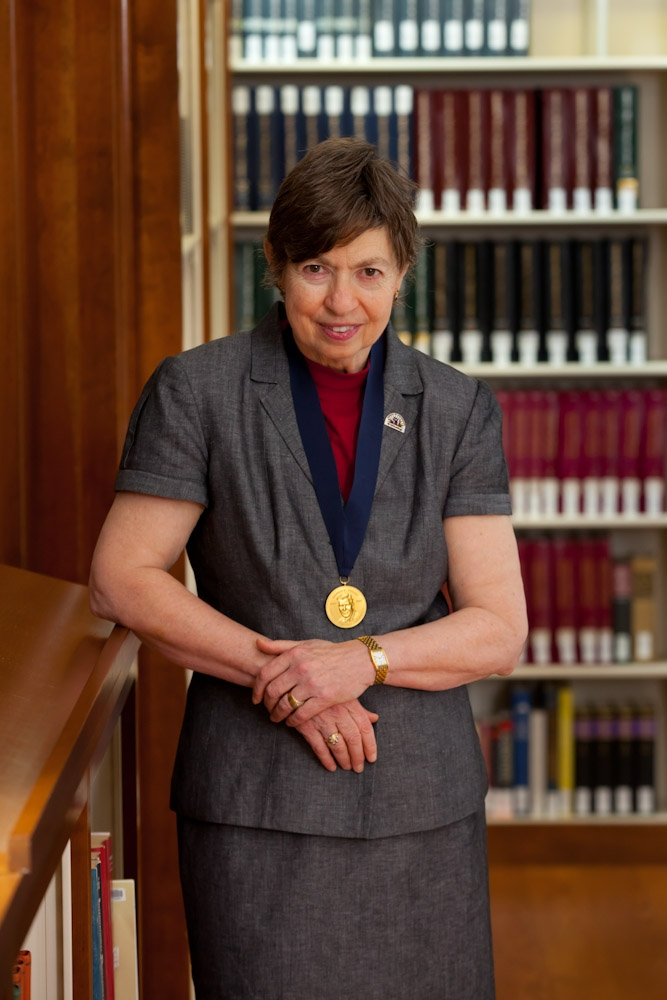
Marye Anne Fox (2012)
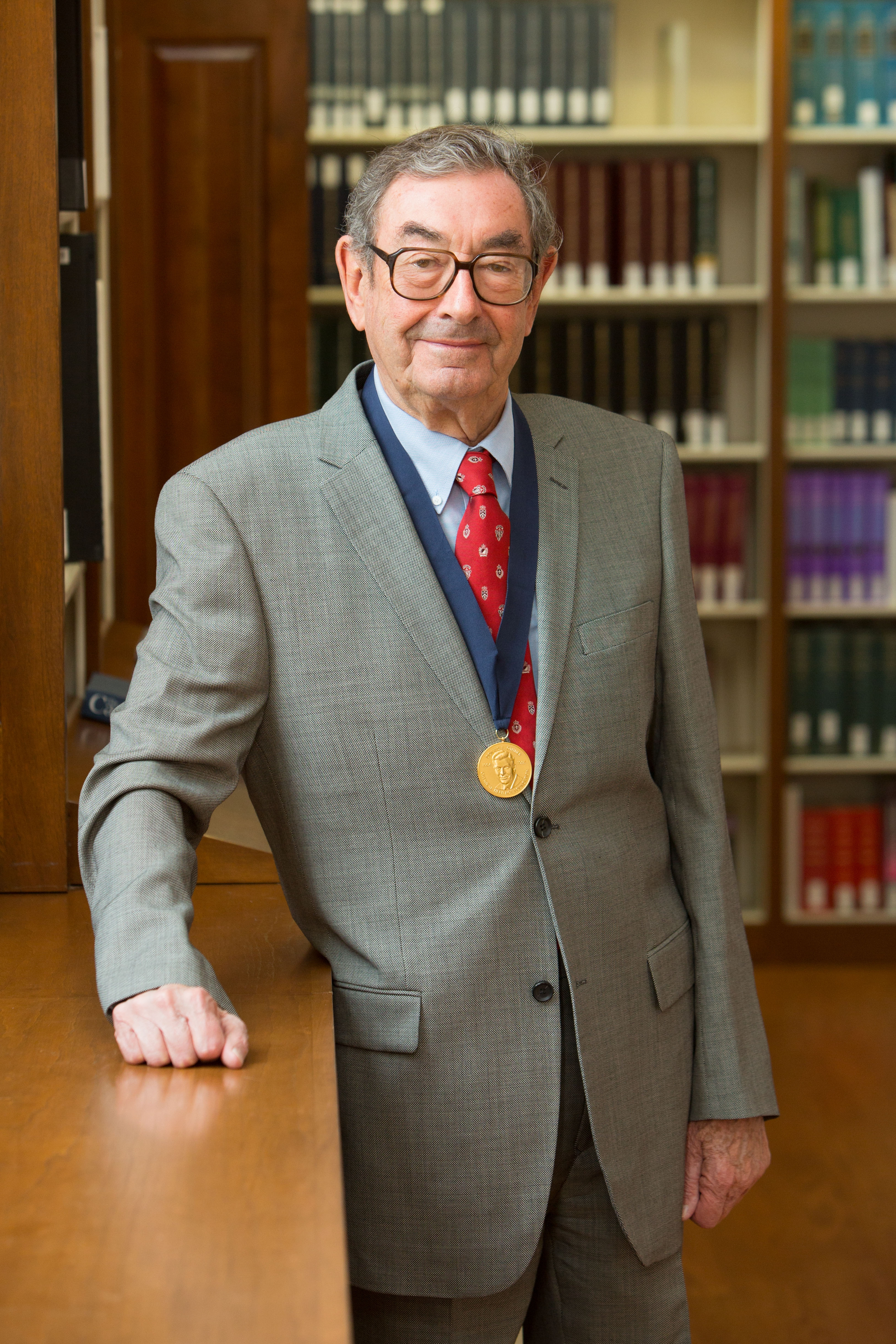
Harry Gray (2013)
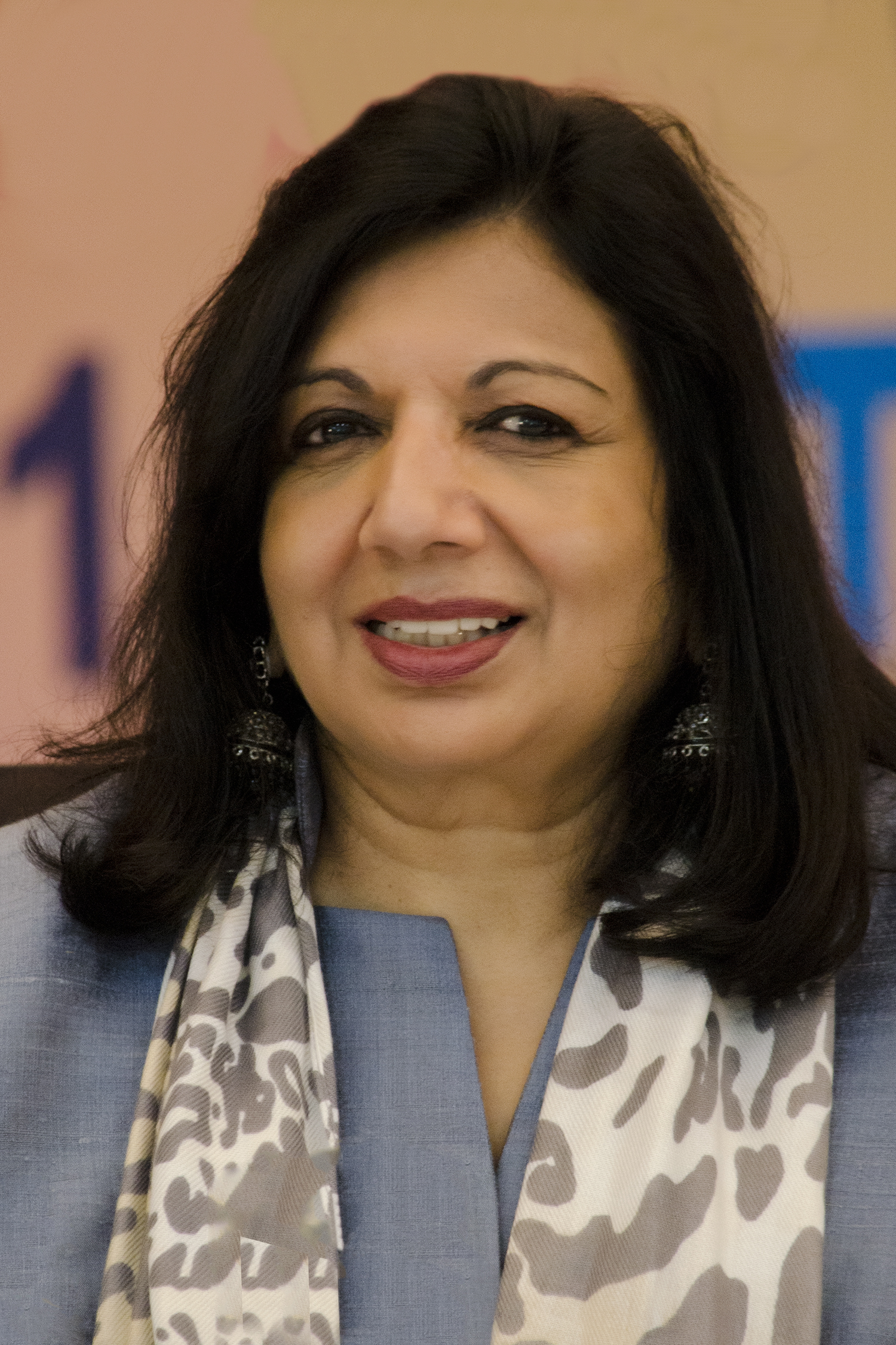
Kiran Mazumdar-Shaw (2014)
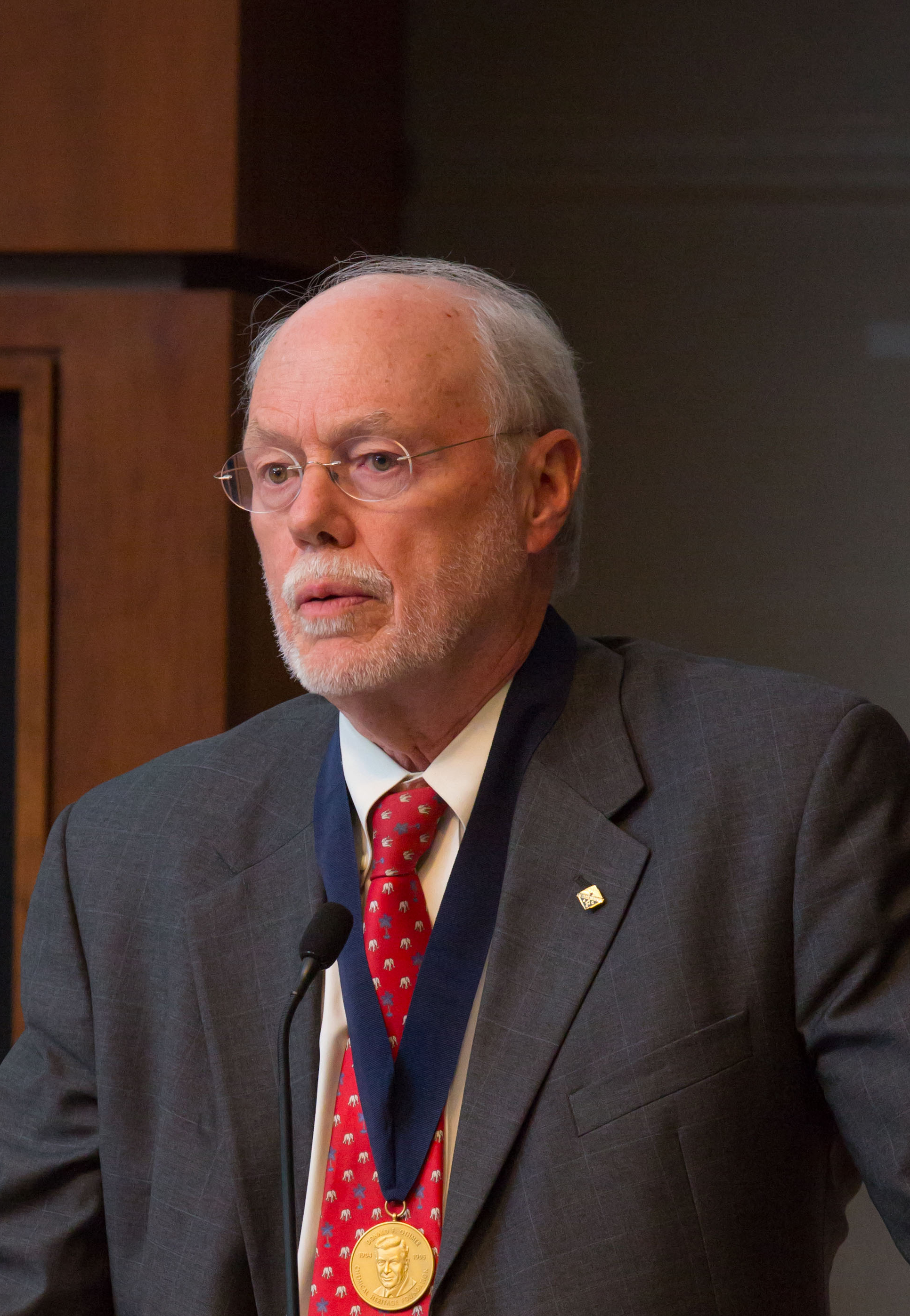
Phillip Allen Sharp (2015)
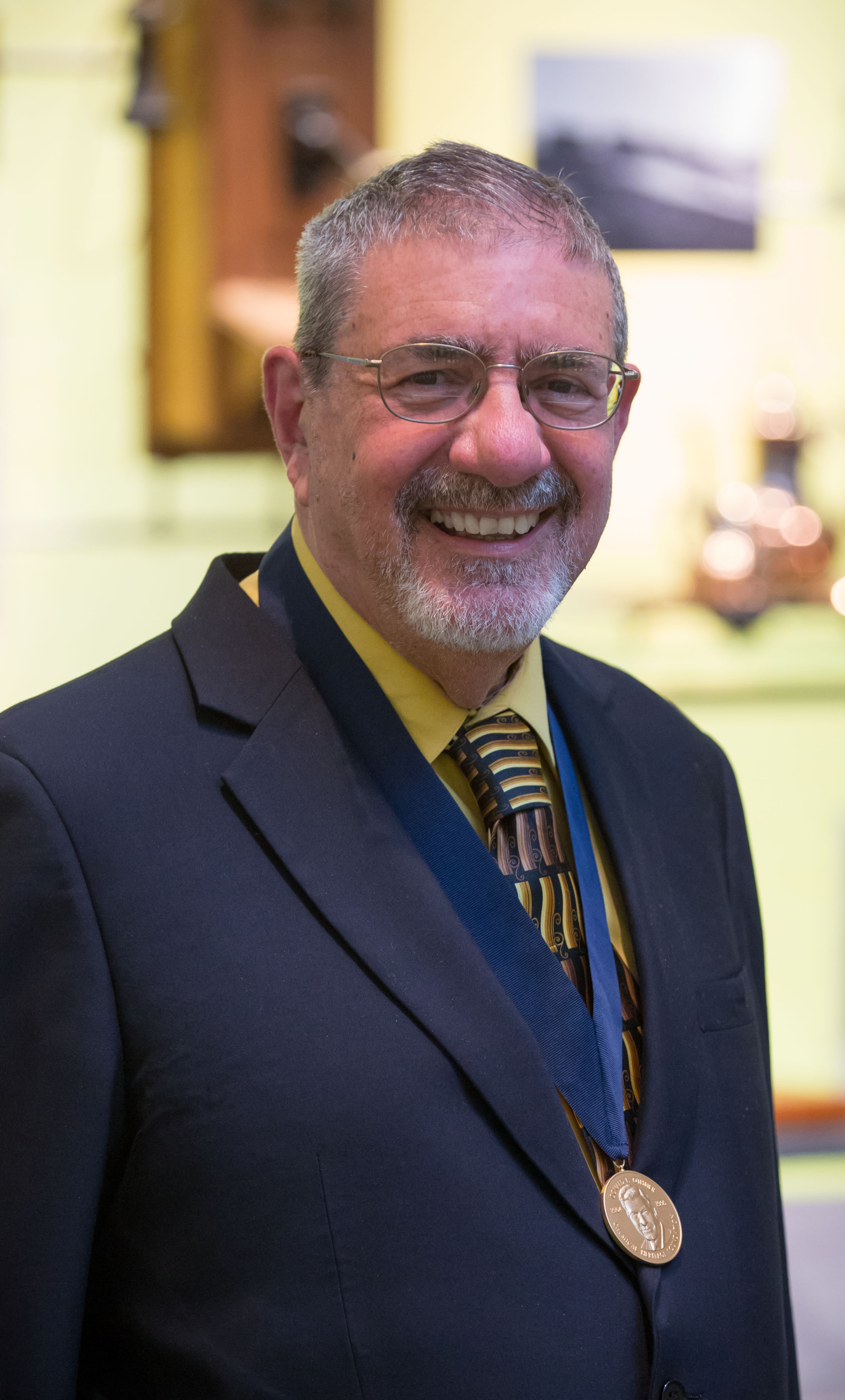
Richard Zare (2017)
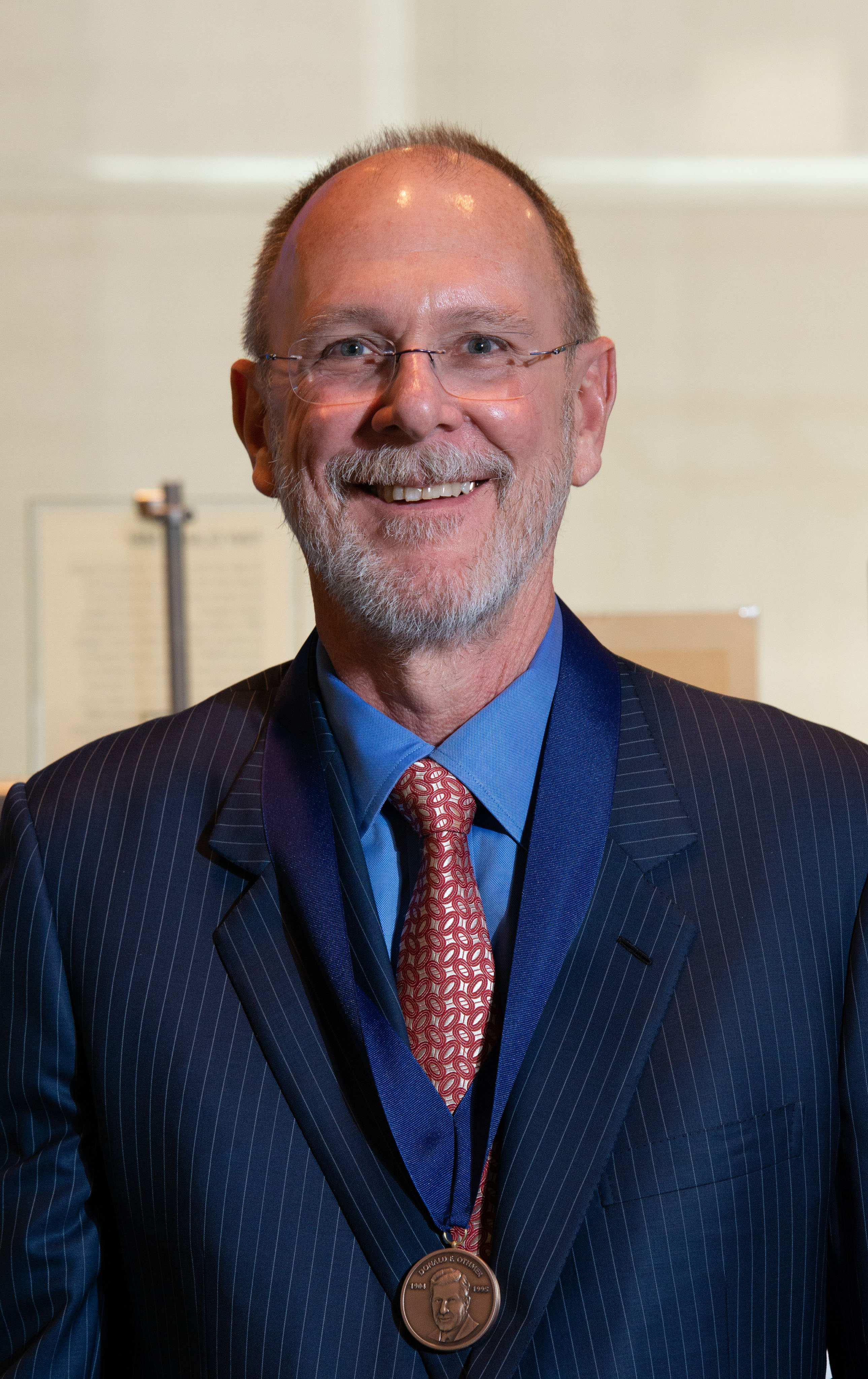
Joshua Boger (2018)